# Ung man söker sällskap
Ung man söker sällskap är en svensk komedifilm från 1954 i regi av Gunnar Skoglund. I huvudrollerna ses Gaby Stenberg, Ulf Palme och Ulla Sjöblom.

## Handling
Glasmästaren Albert har länge och väl varit förälskad i sömmerskan Ester, men aldrig lärt känna henne.

## Om filmen
Premiärvisning den 15 november 1954 på biograf Astoria i Stockholm. Filmen bygger på debutromanen Esther och Albert av Waldemar Hammenhög från 1930. Den spelades in vid Sandrewateljéerna, Oscarsteatern, Stockholms slott och Reinholds konditori i Stockholm. Filmen har visats vid ett flertal tillfällen på SVT, bland annat i januari 2019. 

## Rollista i urval
- Ulf Palme – Albert Hansson, glasmästare
- Gaby Stenberg – Ester Holmberg, sömmerska
- Ulla Sjöblom – Betty Johansson, affärsbiträde
- Karl-Arne Holmsten – Erik, "Jerka"
- Gudrun Brost – fru Boman, grannfru
- Helga Brofeldt – fru Lundgren, Bettys hyrestant
- Haide Göransson – Karin, Eriks fästmö
- Henry Lindblom – Emanuelsson, biträde i Alberts glasmästeriaffär
- John Harryson – Axel Boman, fru Bomans son
- Sven-Eric Gamble – läkare